# GJ 3379
GJ 3379 oder Giclas 99-49 (abgekürzt G 99-49) ist mit etwa 17 Lichtjahren Entfernung von der Sonne der nächstgelegene bekannte Stern im Sternbild Orion. Der Hauptreihenstern ist ein Roter Zwerg mit der Spektralklasse M3.5 V. Er hat eine scheinbare Helligkeit von 11,3. Der Stern ist also nicht mit dem bloßen Auge sichtbar. Er befindet sich im linken oberen Bereich des Orion etwas unterhalb von Beteigeuze. Seine Radialgeschwindigkeit beträgt +30,0 Kilometer pro Sekunde.